# クリミナーレ!
『クリミナーレ！』は、水色すいみんによる日本の漫画。作家の鎌田一世(現：青井一世)と今野龍之介が水色すいみん名義で描いていた作品。Webコミック配信サイト裏サンデー4周年のサイトリニューアル後に連載。2015年7月27日配信分から連載されていた漫画作品。マンガアプリ・マンガワンで連載されていた。第1巻単行本発売時の帯には中山敦支のコメントがかかれている。

## あらすじ
市村民人は、犯罪者を呼び寄せてしまう「ナチュラルボーン被害者（うまれついてのひがいしゃ）」。これによって今まで友達ができなかったため、高校では友達を作ると決める。だが、高校では犯罪者だらけのクラスに入ることになってしまう。

## 登場人物

### 正心高等学校（せいしんこうとうがっこう）
2年0組
犯罪者の更生を目的に、犯罪者とその予備軍が集められたクラス。

市村 民人（いちむら たみと）
誕生日：4月4日 / 星座：おひつじ座 / 身長：168センチメートル / 体重：58キログラム / 血液型：O型
得意：防犯対策、護身術 / 弱点：絵や歌などがド下手 / 好きな食べ物：鶏肉料理全般 / 嫌いな食べ物：高菜
趣味：映画鑑賞と防犯グッズ収集 / 好きな映画は『21ジャンプストリート』、『スタンド・バイ・ミー』
『ナチュラルボーン被害者（うまれついてのひがいしゃ）』で、犯罪者を引き寄せてしまう体質。そのため防犯意識と被害者意識は高め。微妙に気が利かなかったり、コミュニケーションの取り方が不器用だったりするが、基本的にお人好しである。
小森 日向子（こもり ひなこ）
誕生日：5月5日 / 星座：おうし座 / 身長：150センチメートル / 体重：40キログラム / 血液型：O型
得意：料理、イラスト / 弱点：勉強、運動オンチ / 好きな食べ物：お寿司、ストーキングクッキング / 嫌いな食べ物：大福
趣味：イラストを描くことと、恋愛漫画や恋愛ドラマを楽しむこと / 好きな漫画は『君に届け』、『ハチミツとクローバー』
本作のヒロイン。民人のクラスメイト。保有する犯罪性は、『ストーカー』。愛媛県伊予市出身のおばあちゃんっ子。何かに夢中になるとそれに全力を注ぐタイプで、恋に落ちたら思考も行動も暴走するストーカーになる。しかし、根っからの変態ではなく、自分の行動を冷静に見つめ直せる常識は持ち合わせている。
クリスティ・セーラ月子（つきこ）
誕生日：11月11日 / 星座：さそり座 / 身長：165センチメートル / 体重：50キログラム / 血液型：AB型
得意：運動、家事 / 弱点：虫、高所恐怖症 / 好きな食べ物：和食、甘いもの / 嫌いな食べ物：苦いもの
趣味：音楽鑑賞、洋楽とアイドルソングが好き / 好きなバンドは『The White Stripes』、『Arctic Monkeys』
民人のクラスメイト。保有する犯罪性は、『殺し屋（ヒットマン）』。イギリス人の父と日本人の母の間に生まれたハーフで、中世イングランドから続く殺し屋の家系。冷静で合理的な性格だが、アイドルになるという夢を持っている。
桃園 百々果（ももぞの ももか）
誕生日:8月8日 / 星座：しし座 / 身長：168センチメートル / 体重：55キログラム / 血液型：B型
得意：新体操、バレー / 弱点：乳首、下ネタ、虫 / 好きな食べ物：バナナ、アワビ / 嫌いな食べ物：甘いお菓子
趣味：ファッションと読書 / 好きなブランドは『LODISPOTTO』、『MISCH MASCH』
民人のクラスメイト。保有する犯罪性は、『強姦魔』。嫌がる者を無理やり犯すことに何よりの悦びを感じるお嬢様。恋愛経験が無いことがコンプレックスで、意外にも恋バナや下ネタが苦手。
笹川 安男（ささかわ やすお）
誕生日：6月6日 / 星座：ふたご座 / 身長：163センチメートル / 体重：55キログラム / 血液型：B型
得意：ハッキング / 弱点：雷、お母さん / 好きな食べ物：ラーメン、ハンバーグ、コーラ / 嫌いな食べ物：野菜全般
趣味：漫画、アニメ、ゲームなどを楽しむこと / 好きなテレビ番組は『艦隊これくしょん－艦これ－』、『メダル・オブ・オナー』
民人のクラスメイト。保有する犯罪性は、『クラッカー』。ハッカーとして高い技術を持っているが、その技術はイタズラに使われることがほとんどで、宝の持ち腐れになりがち。女の子とエッチなものが大好きで、女子達からは疎まれているが、気にしていない。
火浦 秋慧（ひうら あきえ）
誕生日：10月10日 / 星座：てんびん座 / 身長：161センチメートル / 体重：47キログラム / 血液型：A型
得意：国語、歌 / 弱点：寒さ、暗い所、水 / 好きな食べ物：甘口カレー / 嫌いな食べ物：辛口カレー
趣味：読書、SSを書くこと、サバイバルゲーム / 好きな小説は『春季限定いちごタルト事件』、『刑務所のリタ・ヘーワイス』
民人のクラスメイト。保有する犯罪性は、『放火魔』。クラスの学級委員長で、数少ない常識人。犯罪を禁忌としていて、「放火魔」としての犯罪性を抑えている。面倒見の良い性格もあって実乃梨やクラスメート達の犯罪にはいつも頭を悩ませている。極度の寒がり。
火浦 実乃梨（ひうら みのり）
誕生日：10月10日 / 星座：てんびん座 / 身長：161センチメートル / 体重：45キログラム / 血液型：A型
得意：空手、手芸 / 弱点：暑さ、幽霊、水 / 好きな食べ物：辛口カレー / 嫌いな食べ物：甘口カレー
趣味：爆弾作り、バンド活動、ドラマを観ること等 / 好きなドラマは『ウォーキング・デッド』、『プリズン・ブレイク』
民人のクラスメイト。保有する犯罪性は、『爆弾魔』。秋慧の双子の妹。派手なものやお祭り騒ぎが大好きで、爆弾を自作しては周りを騒がせて楽しんでいる。『TRINITOROTOLUENE』というロックバンドでリードギターを務めている。
郷田 虎次郎（ごうだ とらじろう）
誕生日：7月7日 / 星座：かに座 / 身長：192センチメートル / 体重：90キログラム / 血液型：A型
得意：お菓子作り / 弱点：痛いことや怖いこと / 好きな食べ物：いちご、ケーキ / 嫌いな食べ物：肉や脂っこいもの
趣味：アニメ鑑賞、お菓子作り / 好きなアニメは『うさぎドロップ』、『のんのんびより』
民人のクラスメイト。保有する犯罪性は、『脅迫犯』。ヤクザの家に生まれ育ったため、顔が怖く口調も荒め。そのため本来は心優しい性格だが、意図せず言動が脅迫になってしまう。笹川とは中学からの付き合い。甘いものが大好きで製菓部に所属している。
桐谷 零時（きりや れいじ）
誕生日：12月12日 / 星座：いて座 / 身長：177センチメートル / 体重：64キログラム / 血液型：AB型
得意：人を騙すこと、話術 / 弱点：AVなど性的なもの / 好きな食べ物：和菓子、コーヒー / 嫌いな食べ物：ピーマン
趣味：お笑いを見ること / 好きなお笑い芸人は『東京03』、『バナナマン』
民人のクラスメイト。保有する犯罪性は、『詐欺師』。嘘をついて人をからかうのが大好きだが、嘘で心を傷つけることは嫌う。イケメンのため、女子にモテるが、過去に女性絡みでトラウマになったことがあるらしく、性的なことに拒否反応を示す。
春風かなん（はるかぜ かなん）
誕生日：3月3日 / 星座：うお座 / 身長：159センチメートル / 体重：43キログラム / 血液型：B型
得意：変装、手品 / 弱点：幽霊、閉所恐怖症 / 好きな食べ物：ドーナツ、グラタン / 嫌いな食べ物：納豆、オクラ
趣味：悪戯、テレビを見ること / 好きなテレビ番組は『世界の果てまでイッテQ！』、『天才！志村どうぶつ園』
民人のクラスメイト。保有する犯罪性は、『怪盗』。世間を賑わす大怪盗『ハルカナ』の正体。性格は「かまってちゃん」で無視されることを何よりも嫌がる。民人と同じく、ある特殊な体質があり、それを活かして盗みを働く。死語が好き。

校内関係者

正法寺ここあ（しょうほうじ ここあ）
誕生日：1月1日 / 星座：やぎ座 / 身長：130センチメートル / 体重：31キログラム / 血液型：A型
得意：嗅覚を使った捜査 / 弱点：方向音痴 / 好きな食べ物：ケーキ、紅茶 / 嫌いな食べ物：ネギ類、ニンニク料理
趣味：読書と歌舞伎鑑賞 / 好きな演目は『勧進帳』、『曽根崎心中』
民人たちの通う正心高校の校長兼警察庁長官。少女のような見た目をしているが五十路を超えており、孫もいる。夫はここあが小学生のときの担任。警察庁に入庁し、約半年間の現場研修で百人以上の犯罪者を逮捕、検挙している。その後、女性初の警察庁長官になり注目を集めた。特注の警棒を使った独自の警棒術を操る。

## 書誌情報
- 水色すいみん 『クリミナーレ！』 小学館〈裏少年サンデーコミックス〉、全4巻
  1. 2016年1月12日発売[5]、ISBN 978-4-09-127009-2
  2. 2016年7月19日発売[6]、ISBN 978-4-09-127259-1
  3. 2016年12月19日発売[7]、ISBN 978-4-09-127464-9
  4. 2017年7月19日発売[8]、ISBN 978-4-09-127636-0